# Islam in Albanien

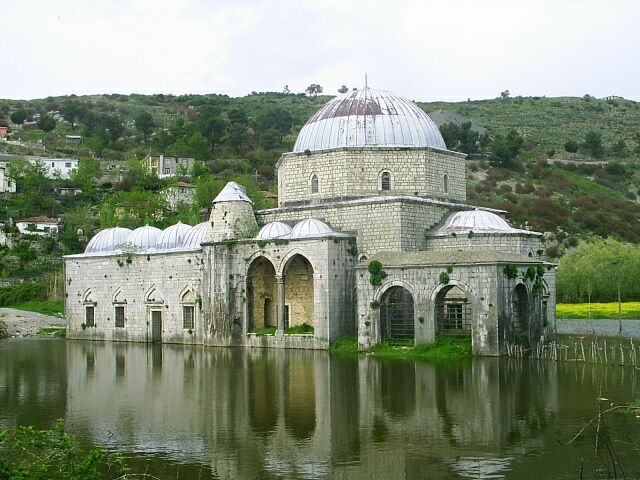
Die Bleimoschee in Shkodra wurde am Ende des 18. Jahrhunderts erbaut; obschon 1948 unter Kulturdenkmalschutz gestellt, wurde ihr Minarett abgerissen.

Der Islam in Albanien ist dort die Religion mit den meisten Anhängern. Sie gliedert sich  in zwei Richtungen: Die Mehrheit der albanischen Muslime sind Sunniten, eine bedeutende Minderheit Anhänger von nichtsunnitischen  Sufiorden wie der Bektaschi.
Die Angaben zur heutigen Zahl der Muslime sind widersprüchlich. Weder die islamischen Gemeinschaften noch die albanischen Behörden führten eine Religions- oder   Konfessions-Statistik. Verschiedene Schätzungen und Untersuchungen gehen von 40 bis 45 Prozent, rund 60 Prozent oder sogar 70 bis 79,9 Prozent der Gesamtbevölkerung aus. Nach dem europäischen Teil der Türkei und dem Kosovo ist Albanien somit das europäische Land mit dem dritthöchsten muslimischen Bevölkerungsanteil: Unter den Albanern des benachbarten Kosovos und Nordmazedoniens liegt der Anteil der Muslime zwischen 95 und 98 Prozent. Viele Albaner, egal welcher Religion oder Konfession, praktizieren ihren Glauben seit dem Religionsverbot von 1968 nicht mehr.

## Verbreitung
Muslime leben in allen Teilen Albaniens. Im Zentrum, im Süden und im Nordosten des Landes bilden sie fast überall die Mehrheit unter den Religionen. Die Bektaschi sind vor allem in der Landesmitte und im Süden vertreten und haben ihre Hochburgen in den Regionen Bulqiza, Gramsh, Skrapar und Tepelena. Andere Sufiorden wie die Mevlevi und Halveti sind heute insbesondere wegen des Religionsverbots in der kommunistischen Periode kaum oder gar nicht mehr präsent.
2002 waren bei den staatlichen Behörden 17 verschiedene islamische Vereinigungen registriert, die Moscheen, Koranschulen usw. unterhielten. Einige von ihnen werden von ausländischen Missionaren aus arabischen Ländern, der Türkei und dem Iran geführt. Es gibt einige von Muslimen betriebene allgemeinbildende Schulen, deren Lehrpläne wie die der christlichen Schulen vom Bildungsministerium überprüft und zugelassen werden. Im April 2011 wurde in der Hauptstadt Tirana die Bedër-Universität, Albaniens erste islamische Universität eröffnet; 2018 wurde sie zur Hochschule Bedër umfunktioniert.
Die beiden Bajram genannten muslimischen Feste sind in Albanien ebenso wie das christliche Weihnachten staatliche Feiertage.
Vorsitzender des (sunnitischen) Rates der Muslime und Großmufti von Albanien war von 2004 bis 2014 Selim Muça, danach Skënder Bruçaj. Seit 2019 ist Bujar Spahiu Vorsitzender der Muslimischen Gemeinschaft Albaniens. Den Bektaschi steht seit 2011 der Baba Edmond Brahimaj vor.

## Geschichte

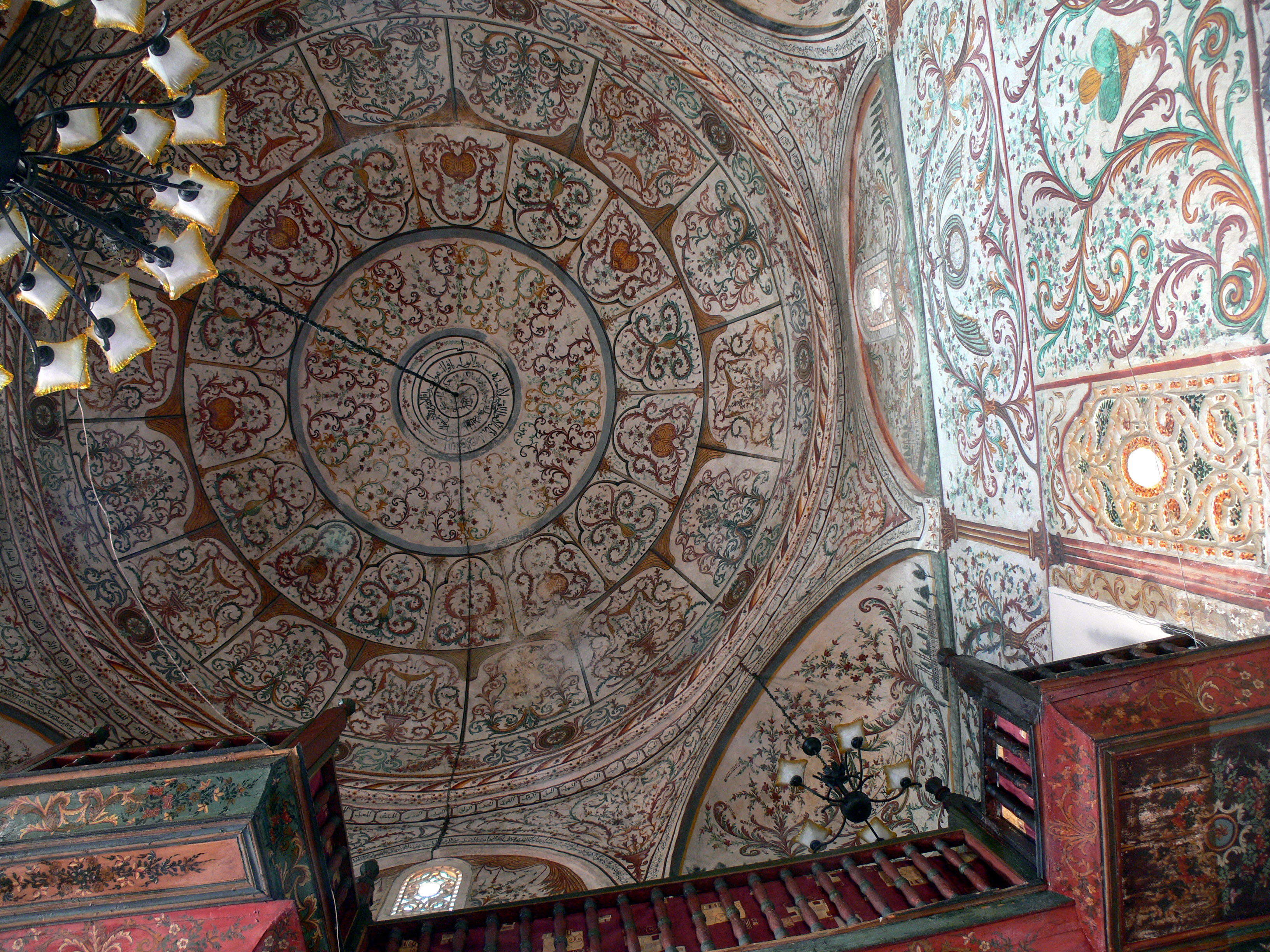
Die Et’hem-Bey-Moschee in der Hauptstadt Tirana gehört zu den schönsten Beispielen osmanischer Architektur in Albanien. Auf dem Foto ist die Innenkuppel abgebildet, mit den typischen Ornamenten als Verzierung

### Der Islam hält Einzug in Albanien
Die ersten Muslime kamen vermutlich im 9. Jahrhundert in das Gebiet des heutigen Albanien. Zu Beginn der osmanischen Herrschaft in Albanien – im Süden zu Anfang, im Norden gegen Ende des 15. Jahrhunderts – waren fast ausschließlich die türkischen Einwanderer in den Städten (vor allem Kaufleute, Handwerker und Soldaten) Anhänger des Islam. Hinzu kamen die über das Land verteilten Timarioten, welche einen bedeutenden Anteil der neuen grundbesitzenden Oberschicht ausmachten. Für diese eingewanderten Muslime wurden schon in dieser Zeit ansehnliche Moscheen errichtet – so unter anderen die Königsmoschee von Elbasan, die Königsmoschee von Berat, die Mirahor-Moschee in Korça, die Fatih-Moschee in Durrës – oder Kirchen zu solchen umgewandelt. Die islamische Sakral- und Stadtarchitektur der Osmanen (Osmanische Architektur) prägte bereits Anfang des 16. Jahrhunderts das Bild fast aller albanischen Städte.

### Gründe der Islamisierung

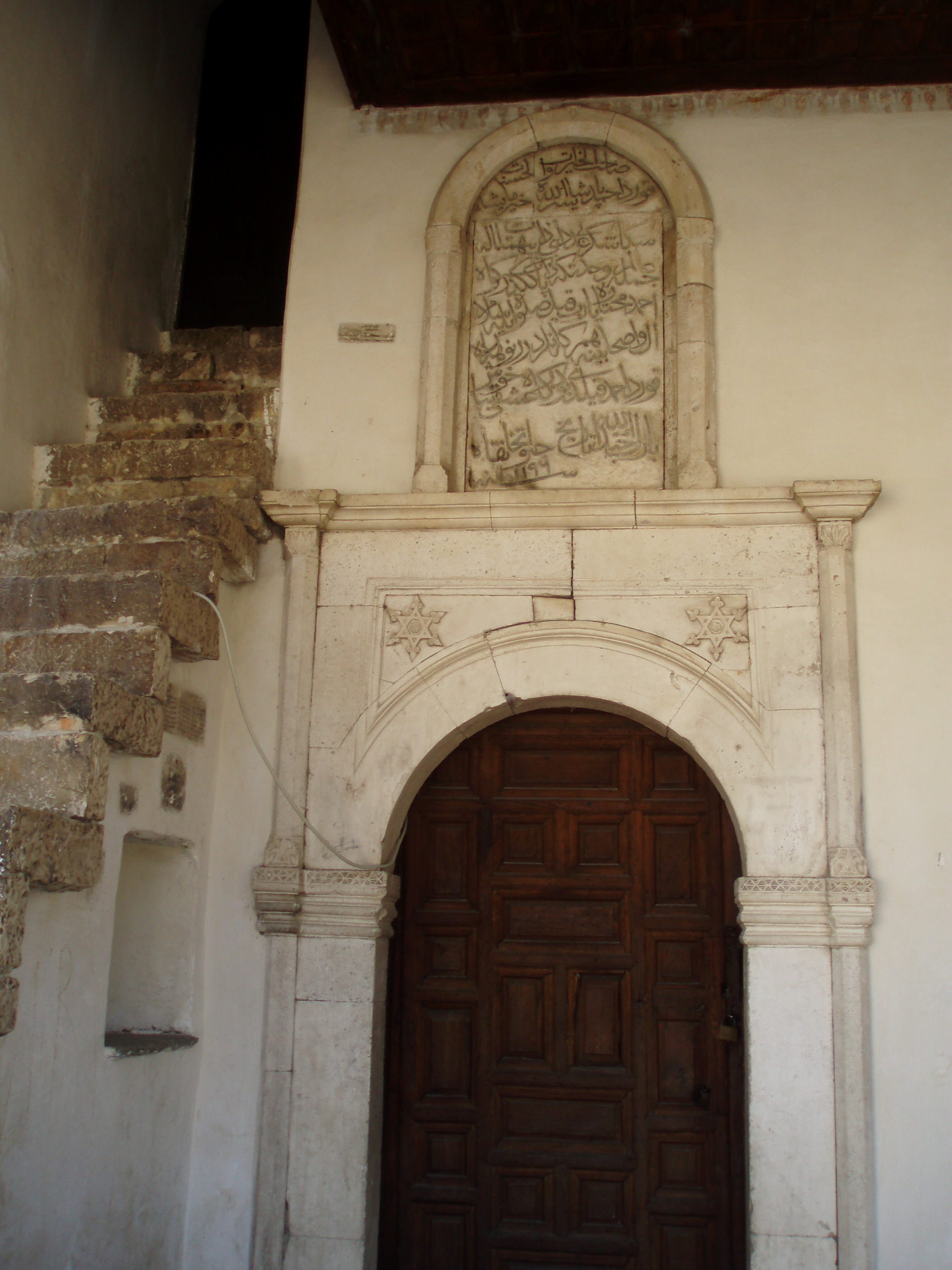
Arabische Inschrift auf der Außenwand der Halveti-Tekke in Berat. Die Halveti sind eine Richtung des Sufismus.

Die Islamisierung weiter Teile der Bevölkerung setzte zu Beginn des 16. Jahrhunderts ein, wiederum im Süden eher und durchgreifender als im Norden. Es gab mehrere Gründe für den Erfolg der neuen Glaubensrichtung bei den Albanern: Die Begünstigung der Viehzucht durch das osmanische Celeb-System kam jenen Teilen der Bevölkerung entgegen, die als halbnomadische Wanderhirten lebten. Am besten konnte man als Muslim an diesem System partizipieren. Wie in Bosnien traten auch viele Adelige zum Islam über, um als Timarioten und Spahis weiter zur grundbesitzenden Oberschicht gehören zu können. Die unter osmanischer Herrschaft aufblühenden Städte, wie Elbasan, Berat, Delvina und andere, waren Ziele der Binnenmigration. Die vom Land kommenden neuen Bewohner nahmen bald Glauben und Kultur der islamischen Oberschicht an. Ein wichtiger Grund für den Übertritt zum Islam war auch, dass man als Muslim keine Kopfsteuer zu zahlen hatte. Schließlich hing die starke Islamisierung Albaniens auch damit zusammen, dass viele Männer aus dem armen Land ihr Glück beim osmanischen Militär suchten, wo sie alsbald den neuen Glauben annahmen. Die gesellschaftlichen und wirtschaftlichen Gründe, die oft Motivation zum Religionswechsel waren, führten dazu, dass manche Konvertierte Kryptochristen waren, die heimlich die alte Religion weiter zelebrierten. Oft konvertierte zunächst nur das Familienoberhaupt und seine Angehörigen blieben Christen. Es bildeten sich auch Formen eines islamisch-christlichen Synkretismus heraus. So ist es zum Beispiel im Norden üblich, dass auch muslimische Bauern um den katholischen Viehsegen für ihre Herden bitten und die Priester ihn spenden.
Die historische Forschung geht davon aus, dass die Kirchenbindung der Albaner zur Zeit der türkischen Eroberung geringer als bei anderen Balkanvölkern gewesen ist, weil das Land zwischen Ost- und Westkirche gespalten war und weil die Kirche in den miteinander rivalisierenden Fürstentümern wenige Institutionen, geringen Besitz und damit auch wenig Einfluss auf die Bevölkerung hatte. Dies soll die Islamisierung Albaniens begünstigt haben.
Ende des 16. Jahrhunderts war die große Mehrheit der Stadtbewohner muslimisch, während in den Dörfern noch 80 Prozent Christen waren. Im Laufe des 17. Jahrhunderts nahm der auf die Christen ausgeübte Druck zur Konversion zu. Dies hatte zum einen politische Ursachen – die Osmanen gerieten zunehmend in die Defensive gegenüber den christlichen Mächten, zum anderen gab es wirtschaftliche Gründe – der Verfall des Timarsystems führte zur verschärften Ausbeutung insbesondere der christlichen Bauern durch die Großgrundbesitzer. Um wenigstens der Kopfsteuer zu entgehen, traten deshalb im 17. Jahrhundert häufig ganze Dorfschaften zum Islam über. Seit dieser Zeit ist Albanien ein mehrheitlich muslimisches Land.

### Erste Hälfte des 20. Jahrhunderts
Als Albanien 1912 unabhängig wurde, waren die Muslime als größte religiöse Gruppierung führend an der Staatsgründung beteiligt. Anders als in den christlich dominierten Balkanstaaten wanderte die muslimische Oberschicht nicht in die Türkei ab. Die muslimischen Institutionen blieben bestehen. Der albanische König Ahmet Zogu, der Albanien von 1925 bis 1939 regierte, war Muslim, praktizierte seinen Glauben aber zumindest nicht in der Öffentlichkeit. Immer auf einen Ausgleich zwischen den Religionen abzielend und mitunter von der Gunst der katholischen Stämme und der Italiener abhängig, heiratete er eine katholische Gräfin aus Ungarn.
In den 20er Jahren wurde erstmals der Koran ins Albanische übersetzt. Der Übersetzer Ilo Mitkë Qafëzezi, ein Christ, folgte bei seinem 1921 erschienenen Werk französischen und englischen Vorlagen. Die Koranübersetzung des Religionsgelehrten Ibrahim Dalliu aus Tirana folgte dem arabischen Originaltext und erschien im Jahr 1929.
1925 wurden alle Derwisch-Orden (Tekke) in der Türkei unter Atatürk geschlossen und das Weltzentrum der im Osmanischen Reich einflussreichen Bektaschi wurde in der albanischen Hauptstadt Tirana angesiedelt, wo es auch nach der Aufhebung des Religionsverbots in Albanien im Jahr 1990 wieder eingerichtet wurde. In der Zwischenkriegszeit entfaltete die Reformbewegung der Ahmadiyya aus Nordindien in Albanien ihre Missionstätigkeit. Das einzige europäische Land mit muslimischer Mehrheit sollte Ausgangspunkt für die Mission in Europa sein. Der Erfolg blieb bescheiden.

### In der Sozialistischen Volksrepublik Albanien und der Zeit danach

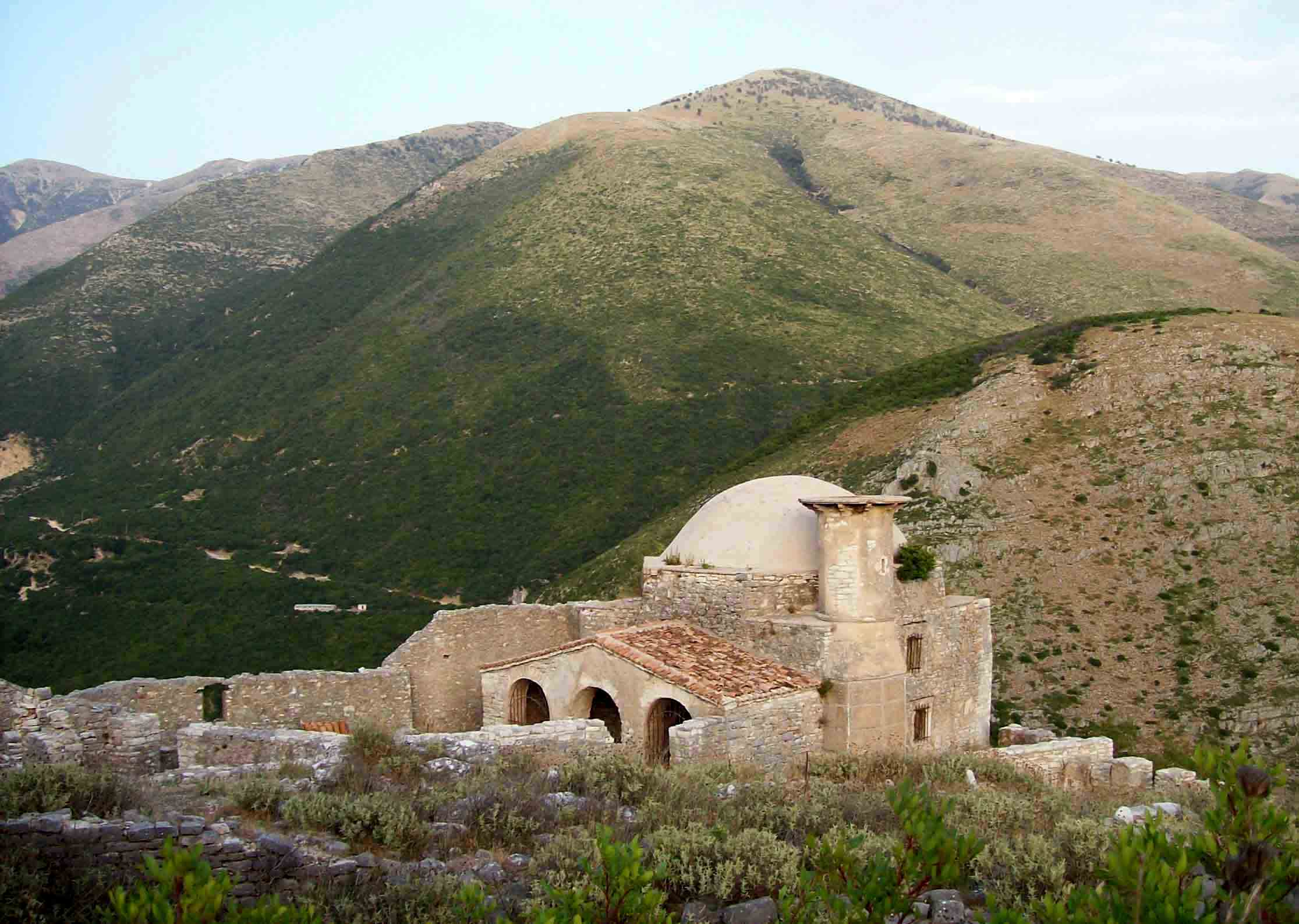
Während der kommunistischen Herrschaft abgerissenes Minarett einer Moschee im südalbanischen Borsh

Erst unter der kommunistischen Herrschaft wurden im August 1945 die islamischen Stiftungen (Vakuf), welche die Grundlage für den Unterhalt von Moscheen und Medresen bildeten, enteignet. Die muslimische Geistlichkeit war ebenso wie die christliche einem starken Verfolgungsdruck ausgesetzt. Mit dem Religionsverbot von 1967 wurden alle Moscheen geschlossen, die Minarette abgerissen, die Gebäude in Lagerhäuser umgewandelt oder ganz zerstört. Nur wenige historisch bedeutsame Moscheen entgingen als Museen diesem Schicksal. Die meisten muslimischen Geistlichen wurden zu Zwangsarbeit verurteilt. Dutzende starben in Gefängnissen.
Bei einer geheim gehaltenen Umfrage musste das kommunistische Regime Ende der 1980er Jahre feststellen, dass auch die nach 1960 geborene junge Generation noch zu 95 Prozent wusste, welchem religiösen Bekenntnis die eigene Familie angehört hatte. Es war nicht gelungen, das religiös-kulturelle Gedächtnis der Albaner in dieser kurzen Zeitspanne auszulöschen.
Nach dem Fall des kommunistischen Regimes begann die Renaissance des Islams in Albanien. Hafiz Sabri Koçi leitete im November 1990 in der Moschee von Shkodra das erste öffentliche Gebet seit 1967. Er wurde bald darauf zum Vorsitzenden des Rates der Muslime gewählt.
Wie bei den Christen wurde der religiöse Wiederaufbau ganz wesentlich mit ausländischer Hilfe (Spenden und Missionare) bewerkstelligt. Unter anderen haben sich dabei die Wahhabiten aus Saudi-Arabien und die Mullahs aus dem Iran stark engagiert. Ihre strenge Form des Islams ist jedoch vielen albanischen Muslimen fremd geblieben. Weder die einen noch die anderen konnten entscheidenden Einfluss auf die muslimische Gemeinschaft erlangen. In den letzten Jahren hat sich vor allem die Türkei stark engagiert. Es wird von einer Spaltung der Muslime in arabisch Beeinflusste und türkisch Beeinflusste gesprochen. So wurde eine Liga albanischer Imame gegründet, die sich von der Muslimischen Gemeinschaft distanziert, die eher türkischen Glaubenstraditionen und Einfluss nahesteht.

## Interreligiöse Beziehungen
Nach wie vor zeichnen sich die beiden in Albanien dominierenden Richtungen des Islams (Sunniten und Bektaschi) durch große Toleranz gegenüber Andersgläubigen aus. Die gemeinsame Erfahrung der Verfolgung unter Enver Hoxha bewirkt bis heute, dass sich (katholische und orthodoxe) Christen und Muslime mit viel gegenseitigem Respekt begegnen. Ausgelöst durch die Situation in kommunistischer Zeit sind interreligiöse Heiraten in Albanien heute keine Seltenheit, während dies in den anderen Balkanländern mit muslimischen Bevölkerungsanteil kaum der Fall ist, so auch bei den Albanern im Kosovo und in Nordmazedonien.
Irritationen zwischen den Glaubensgemeinschaften sind selten. 2003 wurde Kastriot Myftari, Autor eines Buches mit dem Titel Islamizmi Kombëtar Shqiptar (Der nationale albanische Islamismus), wegen Stiftung religiösen Unfriedens von der Polizei festgenommen. Er hatte den Islam als unalbanisch bezeichnet und zum Übertritt zum Katholizismus aufgerufen.
2006 veröffentlichte Ismail Kadare einen Aufsatz über die kulturelle Identität der Albaner (Identiteti evropian i shqiptarëve/Die europäische Identität der Albaner), der in der albanischen Öffentlichkeit große Aufmerksamkeit erregte. Kadare vertrat die Auffassung, die Albaner seien eine westliche Nation, deren geistig-kulturelle Basis das Christentum sei; den Islam charakterisierte der konfessionslose Schriftsteller als eine den Albanern während der osmanischen Herrschaft aufgedrängte Religion mit überwiegend negativen Folgen für sie.